# 白紫千里光
白紫千里光（学名：Senecio albopurpureus）为菊科千里光属的植物。分布在尼泊尔、锡金以及中国大陆的西藏等地，生长于海拔3,900米至4,250米的地区，见于溪边，目前尚未由人工引种栽培。

## 异名
- Senecio tibeticus Hook. f.